# Клименко Валентин Митрофанович

Пам'ятна дошка на 1-у корпусі Донецького національного технічного університету, м. Донецьк

Валентин Митрофанович Клименко (18 липня 1908 року, Маріупольський повіт Катеринославської губернії — 13 листопада 1993 року) — радянський і український вчений-прокатник. Засновник донецької наукової школи технологів-прокатників.
Доктор технічних наук (1962), професор (1964). Автор багатьох наукових праць, власник авторських свідоцтв на винаходи та 16 зарубіжних патентів (США, Франція, Німеччина).

## Біографія
Він був дуже цікавою особистістю, я ніколи не бачив його в поганому настрої, це справжній професор, який знав свій предмет досконало. — Мохаммад Захур, 
Закінчив металургійний факультет Дніпропетровського металургійного інституту (1927—1931), інженер-металург.
У 1932—1934 роках працював на Кузнецькому металургійному заводі .
У 1937—1941 роках працював на Дніпропетровському металургійному заводі імені Петровського .
У 1946—1949 роках навчався в аспірантурі ДМетІ на кафедрі обробки металів тиском під керівництвом А. П. Чекмарьова, кандидат технічних наук (1949).
У 1949—1951 роках асистент, в 1951—1953 роках доцент кафедри ОМТ ДМетІ. Доцент (1953). У 1953—1964 роках працював старшим науковим співробітником Інституту чорної металургії (м. Дніпропетровськ).
У 1964—1991 роках завідував кафедрою ОМТ Донецького політехнічного інституту і одночасно там же в 1965—1968 роках декан металургійного факультету, в 1991—1992 роках там же професор кафедри ОМД.
Нагороджений орденом Дружби народів (1986), медалями.
Заслужений діяч науки УРСР (1969).

## Основні монографії
- Технологічні і силові резерви прокатних станів (М., 1976).
- Прокатка товстих листів (М., 1984).
- Кінематика і динаміка процесів прокатки і волочіння (1984).
- Технологія прокатного виробництва (1989).